# Le luci della centrale elettrica
Le luci della centrale elettrica è un progetto musicale italiano creato da Vasco Brondi, attivo dal 2007 al 2019.

## Storia del gruppo

### Esordi
(Vasco Brondi)
Vasco Brondi esordì come cantautore nel 2007 con il nome "Le luci della centrale elettrica", autoproducendo una demo di dieci canzoni che prese il titolo dal nome del gruppo, il quale ricevette buoni riscontri di critica.
Nel maggio 2008 pubblicò il suo album d'esordio Canzoni da spiaggia deturpata, prodotto da Manuele Fusaroli e Giorgio Canali, riprendendo alcune canzoni dal precedente lavoro. 
La collaborazione con Canali nacque da un incontro avvenuto durante un concerto degli Zen Circus, in cui Le luci della centrale elettrica fece da supporter.
Il disco ebbe un ottimo riscontro dal pubblico e dalla critica.Nel 2008 vinse la Targa Tenco come Miglior Opera Prima cantautoriale dell'anno.
Il tour d'esordio, organizzato da Virus Concerti, contò quasi 200 date in tutta Italia e si concluse al teatro Ariosto di Reggio Emilia con la seguente formazione sul palco: Vasco Brondi (chitarra e voce), Giorgio Canali (chitarra elettrica e voce), Daniela Savoldi (violoncello), Rodrigo D'Erasmo (violino) e Davide Toffolo (disegni dal vivo).
Il progetto divenne un laboratorio creativo e nel corso del tour si affiancarono a Brondi alcuni importanti musicisti del panorama italiano: Enrico Gabrielli (Mariposa), Rodrigo D'Erasmo (Afterhours), Alessandro “Asso” Stefana e Stefano Pilia (Massimo Volume).
Nel 2008, oltre alla Targa Tenco, il disco vinse il Premio FIMI, il premio MEI, il Premio Musica & Dischi e il Premio Fuori dal Mucchio della storica rivista di musica Il Mucchio Selvaggio.
Tra il 2007 e il 2010, inoltre, Brondi aprì i concerti di molti artisti famosi tra i quali Subsonica, Blonde Redhead, Notwist e Vinicio Capossela. Fu anche ospite speciale in cinque concerti dello spettacolo teatrale degli Afterhours. Sempre come ospite, Vasco Brondi prese parte alla serata "Rilettura musicata di Camere separate di Tondelli", organizzata da Susanna Tartaro di Rai Radio 3 Fahrenheit al Palazzo delle Esposizioni di Roma, allo spettacolo "Le città viste dal basso" dei Perturbazione e infine alla serata tributo a Fabrizio De André organizzata da Rai Radio 1.
La canzone "Per combattere l'acne" venne inclusa nella colonna sonora (titoli di coda) del film Fuga dal call center di Federico Rizzo.

### Per ora noi la chiameremo felicità
Il 9 novembre del 2010, Brondi pubblicò il suo secondo album"Per ora noi la chiameremo felicità" anticipato il 19 ottobre dal video del primo singolo estratto, "Cara catastrofe".
Successivamente ebbe inizio il tour teatrale che vide "Le luci della centrale elettrica" protagonista sui palchi di sei teatri tra Roma, Firenze, Verona, Milano, Bari e Ferrara. 
A gennaio del 2011 ebbe inizio il tour nei club, che partì con quattro sold-out consecutivi. 
Il disco entrò al 24º posto nella classifica FIMI e la rivista Rolling Stone Italia inserì Canzoni da spiaggia deturpata al sesto posto tra i venticinque migliori dischi del decennio, primo tra gli italiani. 
Anche Rumore lo segnalò tra i migliori dischi degli anni duemila collocandolo al 93º posto.
Nell'aprile del 2011 Lorenzo "Jovanotti" Cherubini volle "Le luci della centrale elettrica" come opening band del suo Ora in Tour, che prese il via il 16 aprile da Rimini.

### Colonna sonora ed EP
Nello stesso periodo il regista Daniele Gaglianone chiese a Brondi una canzone da utilizzare come colonna sonora e nei titoli di coda del suo film Ruggine.
Nel luglio 2011 lo scrittore e giornalista Marco Lodoli pubblicò un articolo su Il Venerdì di Repubblica nel quale paragonò Vasco Brondi a Francesco De Gregori; proprio quest'ultimo volle l'artista ferrarese con sé sul palco del Traffic Festival di Torino, dove gli concesse l'onore di chiudere il concerto con una versione inedita di Viva l'Italia, arrangiata dallo stesso Brondi per l'occasione.
Nel 2011 Brondi pubblicò il brano Un campo lungo cinematografico, colonna sonora del film Ruggine di Daniele Gaglianone. La voce di Rachele Bastreghi dei Baustelle è udibile nei cori.

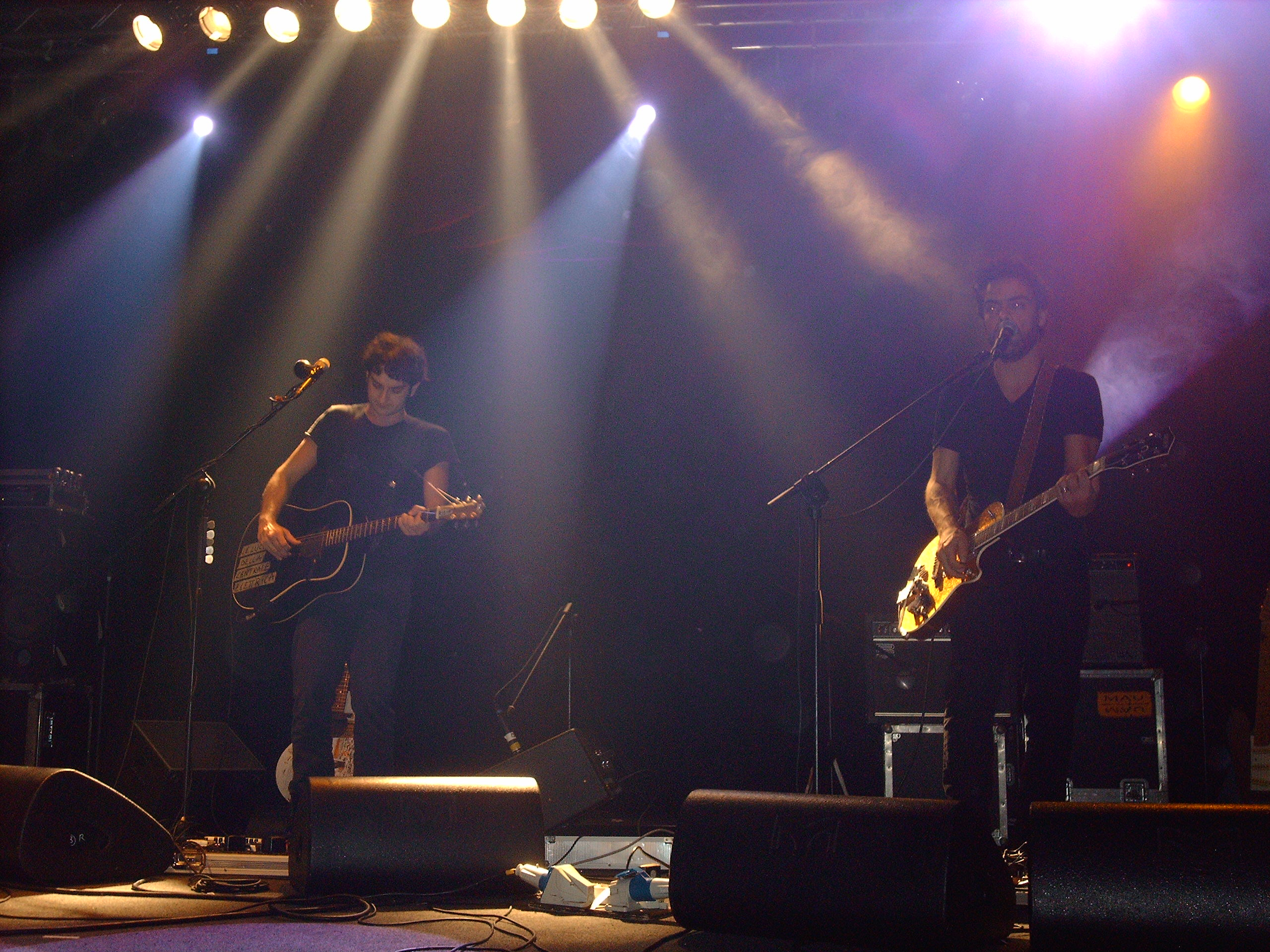
Le luci della centrale elettrica - live 2011 - Marghera

Il 2 dicembre 2011 uscì l'EP C'eravamo abbastanza amati, in allegato al numero di dicembre della rivista XL Repubblica; l'EP contiene il brano Un campo lungo cinematografico, tre cover di altrettanti brani, una versione alternativa di L'amore ai tempi dei licenziamenti dei metalmeccanici chiamata Versione con vista dai tetti e due brani registrati live (Piromani, con Rachele Bastreghi, e Oceano di gomma, cover degli Afterhours, con Manuel Agnelli).

### Costellazioni
Nel settembre 2013 Brondi iniziò a lavorare a un nuovo disco con Federico Dragogna, chitarrista della band I Ministri. Nel dicembre seguente comunicò il 4 marzo 2014 come data di pubblicazione del terzo album in studio. Venne poi annunciato il titolo: Costellazioni. Il primo singolo estratto da Costellazioni fu I destini generali, pubblicato il 28 febbraio 2014 e per il quale venne realizzato un videoclip animato diretto da Michele Bernardi e interpretato da Alice Guazzotti.
Costellazioni debuttò al secondo posto della classifica F.I.M.I., nel frattempo Brondi partecipò alla riedizione dell'album Hai paura del buio? degli Afterhours, collaborando al rifacimento del brano Simbiosi insieme a Der Maurer.

### Terra
Il 3 marzo 2017 uscì il quarto album Terra, supportato da relativo tour. Su Facebook il cantautore descrisse così l'album: "È un disco etnico ma di un’etnia immaginaria (o per meglio dire "nuova") che è quella italiana di adesso. Dove stanno assieme la musica balcanica e i tamburi africani, le melodie arabe e quelle popolari italiane, le distorsioni e i canti religiosi, storie di fughe e di ritorni". La copertina di Terra rappresenta l'installazione "Seven magic mountains" , ovvero sette totem colorati di roccia realizzati nel deserto del Nevada dall'artista svizzero Ugo Rondinone.

### La raccolta:2008/2018, tra la Via Emilia e la Via Latteae fine del progetto
Il 17 settembre 2018 il cantautore annunciò un singolo in uscita il 21 settembre: Mistica. Il video-clip fu in parte girato ad Esapolis, il Museo Vivente degli Insetti a Padova.
Il singolo fu seguito dall'uscita di un doppio disco il 5 ottobre, la raccolta 2008/2018, tra la Via Emilia e la Via Lattea.

### 15 anni daCanzoni da spiaggia deturpata
Per celebrare i 15 anni dall'album Canzoni da spiaggia deturpata è tornato sui palchi nel 2023, suonando interamente il suo album d'esordio, accompagnato in tour anche da Giorgio Canali.

## Etimologia
Il nome si riferisce alle illuminazioni dell'ex polo industriale Montedison di Ferrara, città dove Brondi è cresciuto: «Non mi interessava dare il mio nome di battesimo, ma trovarne uno che in qualche modo caratterizzasse già i pezzi dando loro uno sfondo […] Più che la centrale elettrica in sé sono queste luci. Forse mi piaceva come immagine, quello che era».
Tale riflessione figura anche nel testo di Piromani (andiamo a vedere le luci della centrale elettrica / andiamo a vedere le luci della centrale a turbogas).

## Stile
(Vasco Brondi, quando gli viene chiesto di dare una definizione alle sue canzoni)
I brani nascono tutti da semplici accordi di chitarra acustica, gli arrangiamenti spogli lasciano intenzionalmente intatta la forza di questi due elementi. Tuttavia, questo aspetto è stato criticato per l'eccessiva ripetitività che lascia poco spazio alle linee melodiche. Giorgio Canali ha affermato: "Sono tre accordi fissi che girano in tondo in maniera strana. Perciò importa come sono piazzate le parole e come sono “incasinati” i discorsi che muovono dei meccanismi emotivi nella gente che ascolta. Vasco riesce a evocare delle emozioni nelle persone con delle frasi che girano bene."
Solo con il secondo album Per ora noi la chiameremo felicità (2010), ad arricchire gli arrangiamenti, si è aggiunta un'orchestra di archi e fiati, composta dal violinista Rodrigo D'Erasmo (con gli Afterhours dal 2008), Stefano Pilia (chitarrista dei Massimo Volume dal 2008) ed Enrico Gabrielli.
Il suo stile vocale è stato paragonato al recitato di Emidio Clementi dei Massimo Volume e a quello di cantautori come Fabrizio De André,  Francesco De Gregori, Giorgio Gaber o Rino Gaetano. Più che una scelta stilistica è un'esigenza nata dal fatto di non saper cantare e non aver studiato per imparare a farlo, per ammissione dello stesso Brondi: "Non sapendo fare praticamente niente, quello che eufemisticamente possiamo chiamare il mio stile vocale è l'unico che mi viene fuori."

### Testi
Brondi considera i propri testi inscindibili dalla musica, un riassunto di ciò che vede e sente immediatamente attorno a sé e dentro di sé: "Arrivano ad avere una certa forza proprio perché sono cantati o simil-cantati con musica sotto. Se fossero letti non avrebbero quel valore." "Alla base c'è l'insofferenza per ciò che ci circonda, intesa come un moto propulsivo per cambiare le cose". L'immaginario si riferisce all'attualità politica e sociale, senza certezze del precariato lavorativo e della crisi finanziaria.

Alle critiche risponde: "è ovvio che tutto quello che è un “di più” dal cantare “Oh my baby” in inglese si presta anche a essere criticato molto di più, per la solita regola che chi fa qualcosa ha qualcosa che può essere criticato, chi non fa niente si presta di meno".

## Impatto culturale
La crescente notorietà nell'ambiente underground gli è valsa la definizione, della critica specializzata, di icona degli anno zero, un "punto di riferimento per una generazione indie cresciuta a Facebook". Brondi ha però affermato che "è equivoca l'etichetta di “cantautore generazionale” perché, quando mi trovo a scrivere, canto realtà che sono un “noi tre” o “noi due” e non un “noi generazione”. Non ho questa pretesa, non credo che il concetto di generazione appartenga più di tanto a chi ha la mia età".

## Formazione live
- Vasco Brondi – voce, chitarra (2007-2019, 2023)
- Giorgio Canali – chitarra, basso, cori (2008-2009, 2023)
- Alessandro Stefana – chitarra, basso (2009)
- Stefano Pilia – chitarra, contrabbasso (2010)
- Lorenzo Corti – chitarra, cori (2010-2013)
- Andrea Faccioli – chitarra, cori (2014-2019, 2023)
- Federico Dragogna – chitarra, cori (2015)
- Marco Ulcigrai – chitarra, cori (2017)
- Giovanni Ferrario – basso, chitarra, tastiere, cori (2011-2012)
- Matteo Bennici – basso, violoncello (2015, 2017)
- Gabriele Lazzarotti – basso (2018-2019, 2023)
- Daniela Savoldi – violoncello, cori (2008-2010, 2014, 2017-2019, 2023)
- Rodrigo D'Erasmo – violino, chitarra, tastiere, cori (2009-2011, 2013, 2016, 2018-2019)
- Enrico Gabrielli – tastiere, flauto, clarinetto, cori (2009-2010)
- Ettore Bianconi – sintetizzatore, programmazione (2014)
- Angelo Trabace – pianoforte, tastiere, sintetizzatore, cori (2017, 2023)
- Cristiano Calcagnile – batteria, percussioni (2011)
- Sebastiano De Gennaro – batteria, percussioni, tastiere (2011-2012, 2014)
- Paolo Mongardi – batteria (2015)
- Giusto Correnti – batteria, percussioni (2017)
- Daniel Plentz – batteria, percussioni (2018)
- Anselmo Luisi – batteria, percussioni (2018-2019)
- Niccolò Fornabaio – batteria, percussioni (2023)

## Discografia

### Demo
- 2007 – Le luci della centrale elettrica

### Album in studio
- 2008 – Canzoni da spiaggia deturpata
- 2010 – Per ora noi la chiameremo felicità
- 2014 – Costellazioni
- 2017 – Terra

### Raccolte
- 2018 – 2008/2018 Tra la via Emilia e la Via Lattea

### EP
- 2011 – C'eravamo abbastanza amati

### Singoli
- 2008 – La lotta armata al bar
- 2008 – Per combattere l'acne
- 2011 – Cara catastrofe
- 2011 – Quando tornerai dall'estero
- 2012 – Un campo lungo cinematografico
- 2014 – I destini generali
- 2014 – Questo scontro tranquillo
- 2014 – Le ragazze stanno bene
- 2014 – Ti vendi bene
- 2014 – Macbeth nella nebbia
- 2015 – Padre nostro dei satelliti
- 2017 – Qui
- 2017 – A forma di fulmine
- 2018 – Chakra
- 2018 – Coprifuoco
- 2018 – Mistica
- 2018 – 40 km (Live in studio)
- 2018 – Libera

### Partecipazioni
- 2008 – AA.VV. Materiali resistenti, con il brano La lotta armata al bar
- 2008 – AA.VV. Il dono - Artisti vari reinterpretano i Diaframma, con il brano Un giorno balordo

## Videografia parziale

### Videoclip
- 2008 – Per combattere l'acne disegni e animazione di Michele Bernardi, montaggio di Davide Toffolo
- 2009 – La lotta armata al bar disegni e animazione di Michele Bernardi, montaggio di Davide Toffolo
- 2010 – Cara catastrofe diretto da DaNdADDy (Daniele Babbo)
- 2010 – Quando tornerai dall'estero disegni, animazione, regia e montaggio di Michele Bernardi
- 2011 – Un campo lungo cinematografico fotografia di Gherardo Gossi, montaggio di Walter Magri, diretto da Daniele Gaglianone, scene dal film Ruggine
- 2014 – I destini generali regia e animazione di Michele Bernardi